# 摩氏渊游参
摩氏渊游参（学名：Bathyplotes moseleyi）为辛那参科渊游参属的动物。分布于日本、智利，包括东海等海域，一般生活于水深130-800米的泥质沙底。该物种的模式产地在智利、水深318-627m。